# Etu-Rajasti
Etu-Rajasti är en ö i Finland. Den ligger i sjön Pihlajavesi och i kommunen Sulkava i den ekonomiska regionen  Nyslott  och landskapet Södra Savolax, i den sydöstra delen av landet, 260 km nordost om huvudstaden Helsingfors. Öns area är 0,97 kvadratkilometer och dess största längd är 2,5 kilometer i nord-sydlig riktning.